# Vendémian
Vendémian is een gemeente in het Franse departement Hérault (regio Occitanie). De plaats maakt deel uit van het arrondissement Lodève. Vendémian telde op 1 januari 2022 1.157 inwoners.

## Geografie
De oppervlakte van Vendémian bedroeg op 1 januari 2022 16,89 vierkante kilometer; de bevolkingsdichtheid was toen 68,5 inwoners per km².

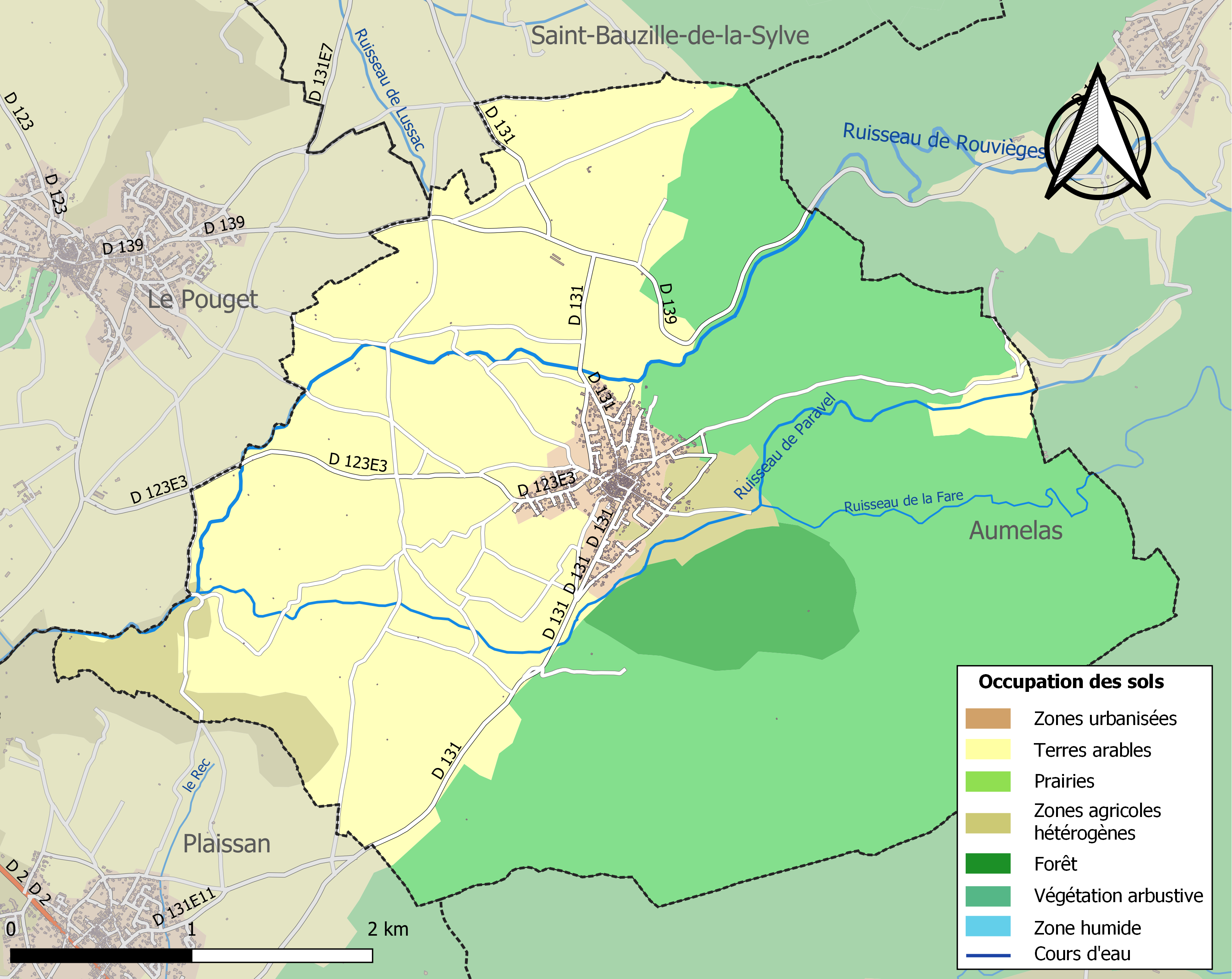
Kaart van de gemeente met belangrijkste infrastructuur, bodemgebruik en omliggende gemeenten

## Demografie
Onderstaande figuur toont het verloop van het inwonertal (bron: INSEE-tellingen).